# Makun
Makun is een bestuurslaag in het regentschap Timor Tengah Utara van de provincie Oost-Nusa Tenggara, Indonesië. Makun telt 940 inwoners (volkstelling 2010).